# 260. vojaškopolicijska brigada (ZDA)
260. vojaškopolicijska brigada (izvirno angleško 260th Military Police Brigade) je bila vojaškopolicijska brigada Kopenske vojske Združenih držav Amerike.

## Zgodovina
Brigada je bila februarja 1992 preoblikovana v 260. vojaškopolicijsko poveljstvo.